# Charlie Bartlett
A Charlie Bartlett 2007-ben bemutatott amerikai romantikus filmvígjáték, melyet Gustin Nash forgatókönyvéből Jon Poll rendezett. A főbb szerepekben Anton Yelchin, Hope Davis, Kat Dennings, Robert Downey Jr. és Tyler Hilton látható.
Világpremierje 2007. május 1-jén volt a Tribeca Filmfesztiválon. A cannes-i Filmvásáron, a Hawaii Nemzetközi Filmfesztiválon és a Cambridge Film Festivalon is bemutatták. Az Amerikai Egyesült Államokban, illetve Kanadában 2007. augusztus 3-án debütált a mozikban. A film vegyes kritikákat kapott, filmbevétele csak 5,2 millió amerikai dollár volt a 12 milliós költségvetéssel szemben.

## Cselekmény
Charlie Bartlett egy szórakozott anya gazdag tinédzser fia, apja adócsalásért börtönben van, akit anyja időnként meglátogat, Charlie azonban ilyenkor a kocsijukban marad.
Miután különböző szabályok megsértése miatt (amiket Charlie azért csinált, hogy népszerű legyen a diáktársai között) kizárják több magán középiskolából – anyja úgy dönt, hogy Charlie egy állami iskolába fog járni. Az igazgató, Nathan Gardner megkeseredett alkoholista, korábban történelemtanár volt.
Charlie nem illik a diáktársaihoz, és már az első napon elveri egy nagydarab, durva fiú, Murphy Bivens. Charlie azonban hamar rájön, hogy társainak el tudja adni azokat a gyógyszereket, amiket a család magán pszichiátere ír fel neki, amikor sajátjaként adja elő azokat a tüneteket, amiket a többiek elpanaszolnak neki. Charlie a gyógyszereladási bizniszbe beveszi felesben  Murphy Bivenst, akivel ettől kezdve jobb viszonyban vannak.
Charlie nem egyszerűen eladja a gyógyszereket, hanem a fiú wc-ben szabályos fogadóórát tart, ahol a másik fülkében ülő páciens elmondja neki a panaszait, amik kezelésére Charlie sokszor egyszerű, de hatásos tanácsokat ad. Charlie a panaszok, illetve tünetek egy részének utánanéz, illetve sajátjaként adja elő a pszichiáterének. Az „ülések” rendkívül népszerűek a diákok körében, a szünetekben hosszú sor kígyózik emiatt a wc előtt. Charlie társadalmi helyzete észrevehetően javul, ahogy elnyeri a többiek bizalmát.
Majd kezdődnek a bonyodalmak, miután találkozgatni kezd az igazgató lázadó lányával, Susannal.
Emellett komplikációk lépnek fel, amikor a súlyosan depressziós, önértékelési zavarokkal küzdő Kip Crombwell öngyilkosságot kísérel meg egy maroknyi anti-depresszáns lenyelésével, amiket közvetve Charlie által szerzett meg. Charlie-t és anyját felkeresi egy rendőr, majd az igazgató is, hogy tisztázzák a helyzetet. Az igazgató megtiltja a gyógyszerek forgalmazását a diákoknak. Charlie azonban szimpatikus, megértő természetével tovább folytatja az iskolai terápiát, ezúttal már tabletták nélkül.
Charlie összebarátkozik Kippel. Charlie rájön, hogy Kip írt egy színházi darabot a kamaszkori problémákról, amiket az iskolai színjátszó kör elő tudna adni. Gardner igazgató megnézi a kéziratot, de szinte látatlanban visszadobja. Azonban Kip azt mondja, hogy kevesebb valószínűséggel kísérel meg újra öngyilkosságot, ha a darabot előadják, mivel ettől értékesebbnek fogja tartani magát.
Közben az igazgató biztonsági kamerákat telepít mindenhová, köztük a diákok társalgójába is; ezt ők a magánszférájuk megsértéseként élik meg, és lázadást kezdenek. Charlie nem akar még egy „balhés” ügybe keveredni, ezért tevőlegesen nem vesz részt a lázadásban, sőt, mindenkit arra biztat, hogy ne tőle, egy vezetőtől várják azt, hogy megmondja mit csináljanak, hanem döntsenek önállóan.
Egyik nap Charlie eljön Susanért a házuk elé, hogy elvigye randizni, és egy gyógyszertári papírzacskót ad neki, amit Gardner az ablakból meglát, és dühösen jön ki, azt gondolva, hogy a táskában valamiféle kábítószer van, ezért kiabálni kezd a lányával. Charlie védekezési reflexként megüti Gardnert, aki a földre esik. Susan és Charlie elhajt, a zacskóról kiderül, hogy tartalma nikotinos rágó, amit Charlie azért hozott, hogy segítsen Susannak leszokni a dohányzásról.
Aznap este minden diák a társalgó előtt tüntet, amikor a rendőrkocsik megérkeznek. Letartóztatják Charlie-t testi sértésért, ugyanakkor Gardner igazgatót elbocsájtja a felettese.
Charlie elmegy Gardner házához, hogy meghívja a diákköri színházi előadásra. Charlie látja, hogy Gardner erősen ittas, egyik kezében pálinkás üveg, a másikban revolver, amivel időnként a hajómodelljére lövöldöz, ami a lenti medencében úszkál. Vitatkoznak, mert Gardner őt hibáztatja az elbocsátása miatt. Charlie félreérti a férfi hadonászását a pisztollyal, azt hiszi, hogy főbe akarja lőni magát, ezért ráugrik, hogy ellökje a kezét, azonban beleesik a medencébe és mozdulatlanul alámerül. Gardner utána veti magát a vízbe, hogy megmentse Charlie-t. A hideg víztől Gardner kijózanodik és azt mondja Charlie-nak, hogy nem akart öngyilkos lenni. Bent száraz ruhát vesznek fel, közben beszélnek a problémákról, például hogy Charlie apja börtönben van, továbbá Susanról, majd elmennek az előadásra, ami sikert arat.
Gardner felveszi régi munkáját, mint történelem tanár (most sokkal boldogabb), Charlie végre megbocsát az apjának, aki miatt gyakorlatilag apa nélkül kellett felnőnie, és meglátogatja apját a börtönben. A történet azzal végződik, hogy Charlie-t nyári gyakorlatra alkalmazzák egy pszichiátriai intézetben.

## Szereplők
| Szerep            | Színész            | Magyar hang  |
| ----------------- | ------------------ | ------------ |
| Charlie Bartlett  | Anton Yelchin      | Gacsal Ádám  |
| Nathan Gardner    | Robert Downey, Jr. | Bozsó Péter  |
| Marilyn Bartlett  | Hope Davis         | Orosz Helga  |
| Susan Gardner     | Kat Dennings       | Molnár Ilona |
| Murphy Bivens     | Tyler Hilton       |              |
| Kip Crombwell     | Mark Rendall       |              |
| Len Arbuckle      | Dylan Taylor       |              |
| Whitney Drummond  | Megan Park         |              |
| Dustin Lauderbach | Jake Epstein       |              |
| Jordan Sunder     | Jonathan Malen     | Joó Gábor    |

## A film készítése
A film forgatási helyszíne volt Torontóban a Parkwood Estate (Oshawa, Ontario), valamint a Trafalgar Castle School (Whitby, Ontario). A Western Technical-Commercial School-ban is forgattak, ahol korábban a Billy Madison – A dilidiák, az Ice Princess (2005) című filmek, továbbá az Alley Kids Strike, a Fever Pitch és az Erica világa című sorozatok egyes részeit vették fel.

## Kritikai fogadtatás
A Charlie Bartlett 56%-os értékelést kapott a Rotten Tomatoes-on 131 vélemény alapján. Ugyanott a nézők 71%-ának tetszett.
Jonathan Rosenbaum a Chicago Reader-től a filmet így írja le: "Egy lázadó tinivígjáték, ami nem olyan jó vagy olyan radikális, mint a Pump Up the Volume, de még mindig olyan, mint egy lórúgás, tele tiszteletlen energiával." Hozzátette: "Annak ellenére, hogy egy eredménytelen mellékszál a hős hiányzó apja, van néhány jó szatirikus megoldás. Robert Downey Jr. különösen jó, mint kiábrándult, alkoholista iskolaigazgató, és van néhány hivatkozás az alulértékelt Mumford c. filmre (1999), továbbá sok felemelő pillanat."

## Házimozi
Az MGM Home Entertainment a film Régió 1-es DVD-jét 2008. június 24-én adta ki. A nézőknek megvan a lehetőségük megnézni a teljes képernyős (opcionális kommentár: Jon Poll, Gustin Nash), vagy anamorf szélesvásznú (opcionális kommentár: Poll, Anton Yelchin, Kat Dennings) formátumban.